# Веслі Сіміна
Веслі Сіміна (англ. Wesley W. Simina; нар. 10 вересня 1961) — мікронезійський державний і політичний діяч. Президент Федеративних Штатів Мікронезії з 11 травня 2023 року. Обіймав посаду губернатора штату Чуук, одного з чотирьох штатів, що входять до складу Федеративних Штатів.

## Кар'єра
У 1986 році вступив до Юридичної школи Вільяма С. Річардсона Гавайського університету.
У 1988—1991 роках Сіміна був головним адвокатом в Управлінні державного захисника ФШМ по штатах Косрай і Чуук.
Сіміна було переобрано на другий термін губернатором Чуука у другому турі виборів 2009 року проти Джилліан Н. Дуна, сина колишнього губернатора Гідеона Дуна. Він і лейтенант-губернатор Джонсон Елімо були приведені до присяги на другий термін 2 липня 2009 на церемонії інавгурації, що відбулася в Центрі розвитку Сарамен Чуук у середній школі Сарамен Чуук у Вено, Чуук.
Сіміна пішов з посади губернатора в липні 2011 року, щоб стати сенатором Чуука в національному Конгресі Федеративних Штатів Мікронезії. Лейтенант-губернатор Чуука Джонсон Елімо одразу став виконувачем обов'язків губернатора Чуука після відставки Сіміни. Елімо виграв позачергові вибори губернатора 24 серпня 2011 року, щоб відбути термін Сіміни, що залишився. Елімо виграв вибори з 7945 голосами, Олександр Наррун посів друге місце з 6913 голосами, а Редлі Кільйон посів третє місце з 3692 голосами.
Сіміна був обраний спікером дев'ятнадцятого Конгресу Федеративних Штатів Мікронезії 11 травня 2015 року, а 11 травня 2023 року був обраний президентом Федеративних Штатів Мікронезії на першій черговій сесії 23-го Конгресу.

## Особисте життя
Одружений, має вісім дітей.